# Sint-Gereonkerk (Bever)

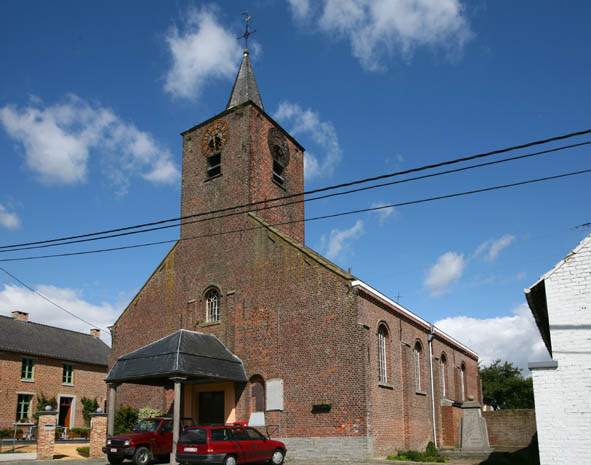
Sint-Gereonkerk

De Sint-Gereonkerk is de parochiekerk van de tot de Vlaams-Brabantse gemeente Bever behorende plaats Akrenbos, gelegen aan Akrenbos.
Deze kerk werd in 1857 gebouwd waarmee ook Akrenbos een eigen kerkgebouw kreeg.
Het is een eenvoudige driebeukige bakstenen kerk onder zadeldak. Hij heeft een ingebouwde toren met ingesnoerde naaldspits en een halfrond afgesloten koor.
Een merkwaardigheid vormen de gietijzeren pilaren, één van de eerste toepassingen hiervan in de kerkenbouw.
De twee portiekzijaltaren en het koorgestoelte zijn eind 18e-eeuws, het hoofdaltaar is 19e-eeuws.